# П'єр II (герцог Бурбон)
П'єр II (фр. Pierre II de Bourbon; 1 грудня 1438 — 10 жовтня 1503) — державний діяч Французького королівства, регент, герцог Бурбонський і Овернський.

## Життєпис
Походив з роду Бурбонів. Четвертий син Карла I, герцога Бурбону і Оверні, та Агнес (доньки Жана I, герцога Бургундії). Народився 1438 року.
1465 року разом з братом Жаном II, герцогом Бурбон, брав участь у війні Ліги суспільного блага проти французького короля Людовика XI. Втім 1466 року разом з братом перейшов на бік короля.
1472 року за наказом короля виступив проти Жана V, графа Арманьякського. Через декілька місяців останній здався П'єру де Боже, який надав графові глейт (охоронну грамоту). Втім у жовтні того ж року, не отримавши підтвердження грамоти від короля, граф Арманьякський захоплює Лектур і П'єра, де чинить опір до березня 1473 року. Отримує охоронну грамоту від короля. 6 березня королівська армія увійшла до Лектуру, але негайно солдати вбивають Жана V. Усі володіння було розділено між васалами короля, а графство Арманьяк перейшло до П'єра де Боже.
Спочатку він був заручений з Марією, донькою Карла I, герцога Орлеану. Король Людовик XI, який хотів запобігти такому союзу між двома французькими знатнішими родами принців крові, розірвав заручини і вжив заходів, щоб прив'язати обидві сім'ї ближче до корони. 1473 року П'єр де Бурбон оженився на доньці короля. Водночас король домігся від старшого брата П'єра — Жана II — передачі тому сеньйорії Боже. З цього часу відомий як П'єр де Боже.
1475 року отримав князівство Домб в апанаж. 1476 року виступив проти повсталого Жака д'Арманьяка, герцога Немурського, якого примусив здатися у замку Карла. Останній передав П'єру усі свої володіння. Невдовзі той отримав від короля графство Ла Марш.
1482 року призначають генерал-лейтенантом королівства (військовим намісником після короля). 1483 року П'єр після смерті короля Людовика XI разом з дружиною Ганною став регентом при малолітньому королі Карлі VIII. Втім значна кількість знаті та принців не визнали права подружжя. Рух опору очолив Людовик Орлеанський, який сам мріяв стати регентом при малолітньому королі. Щоб розв'язати протистояння П'єр та Ганна зібрали Генеральні Штати у м. Тур у західній Франції — 5 січня 1484 року. За підсумками цих зборів було створено регентську раду з представників усіх провінцій, а Анна де Боже очолила цю раду. Втім Людовик Орлеанський не визнав рішення регентської ради і, спираючись на підтримку Генріха VII, короля Англії, Франциска II, герцога Бретані, а також великих феодалів у 1486 розпочав війну, яка отримала назву «Божевільної». Зрештою П'єр де Боже здобув перемогу в 1488 році у битві при Сент-Обен-дю-Корм'є, Людовика Орлеанського було захоплено у полон і запроторено до в'язниці.
1488 року після смерті брата Жана II змусив іншого брата кардинала Карла де Бурбона відмовитися від прав на герцогства Бурбонське й Овернське, а також інші родинні володіння. 1489 року обміняв графство Л'Іль-Журден на віконтства Карладе і Мюра.
1491 року відмовився від регентства. У 1494—1495 роках під час походу короля до Італії був генерал-лейтенантом Франції. 1498 року після смерті сина Карла усі зусилля були спрямовані на знайдення відповідного чоловіка для доньки Сюзанни. Спочатку планував видати її заміж за родича — Людовика — старшого сина Жильбера, графа Монпасьє (з молодшої гілки роду Бурбон).
Після сходження на трон Людовика XII у 1498 році відійшов від політичної діяльності. 1501 року заручив доньку за Карла IV, герцога Алансонського. Через це погиркався з дружиною, що не бажала цього шлюбу. Раптово помер 1503 року в Мулені. Того ж року його удова видала Сюзанну за Карла де Монпансьє (молодшого сина Жильбера, графа Монпансьє).

## Родина
Дружина —Анна, донька Людовика XI, короля Франції.
Діти:
- Карл (1478–1498), граф де Клермон
- Сюзанна (1491–1521), дружина Карла III де Бурбона